# 许权中
许权中（1895年10月8日—1943年12月9日），本名许广斌，又作许广彬，字权中。生于陕西临潼，祖籍山东临淄（今淄博市临淄区）。中国共产党早期军事人物。
许权中早年参加陕西靖国军，后被保送至云南讲武堂韶关分校炮科学习深造。1924年参加国民军，翌年加入中国共产党。1926年任援陕军第三路军司令，率部击败围攻三原县城的刘镇华部。之后参与领导渭华起义，并赴苏联学习。1933年参加察哈尔民众抗日同盟军，协助冯玉祥等人与日军作战。回陕后任杨虎城部警备第二旅副旅长。抗日战争爆发后前往河北参与对日作战。1938年回家乡临潼从事地下工作，1943年12月于眉县遭胡宗南等人指使的特务暗杀。

## 生平

### 早年
许权中1895年10月8日生于陕西省临潼县交口镇辛里村的一个农民家庭。从小家境贫穷，:103父亲从山东省临淄县逃荒流落到临潼县。:95许权中9岁时到临潼县高等小学上学，一边读书一边打工。1911年，许权中受辛亥革命影响，参加了临潼本地同盟会会员曹印侯组织的敢死军，随军光复临潼县城。辛亥革命后由于家境贫穷无法继续升学，许权中便到当地万仙屯小学教书。1914年考入西安单级师范学校，1916年末毕业后转学至三原省立甲种工业学校。:103-104

### 加入靖国军
1918年，许权中参加陕西靖国军，先后任班长、中队长、总司令部副官、三等参谋及绘图科长等职。1920年冬被靖国军保送至云南讲武堂韶关分校学习深造。翌年冬毕业回陕，担任靖国军第三路军中尉排长，在淳化县润镇对新兵进行训练。由于军队成绩突出，许权中很快升任连长。:104

### 国民军生涯
1922年，许权中随曹世英、胡景翼进入河南，曹、胡部队被直系军阀首领吴佩孚改编为中央陆军第三师，许权中担任连长，参加直系军阀对河南督军赵倜的作战。1924年10月爆发直奉战争，冯玉祥倒戈成立国民军，许权中任胡景翼的国民军第二军第三独立团营附。翌年改任二军第二师营长，参加讨伐豫西直系军阀刘镇华部憨玉琨将领的作战。同年升任团长。:104-105许权中在此期间经所属旅长、共产党员史可轩的介绍，前往北京会见中共北方区委负责人李大钊。经李大钊的教育和培养，许权中要求加入中国共产党。党组织经过考察后于当年接受了这一请求。:133:90
1926年春，国民军第二军遭到直系军阀和奉系军阀的联合攻击而败退河南新乡，许权中兼任新乡留守警备司令。同年4月又转移至直隶省磁县。由于当时旅长史可轩赴苏联参观考察，旅长一职暂由陈冠三接任。陈冠三接受吴佩孚的改编，被任命为第三十九旅旅长。许权中为恢复国民二军，在得到中共北方区委和国民军总部的赞成后，率领全队在门头沟一带宣布起义，击退了吴佩孚军队。不久又率全队随国民军第一军撤到绥远，部队整编后被任命为团长。同年9月冯玉祥由苏联回国，在中共的帮助下于绥远五原县誓师参加国民革命，国民军被改编为国民革命军，许权中随军队南下陕西，将围攻三原县城的刘镇华部赶出陕西。:105-106:96

#### 第一次国共合作
1927年1月，国共合作创办的国民军联军驻陕司令部成立，于右任、邓宝珊任副总司令，许权中任政治保卫部长兼警卫师（亦称政治保卫队）师长。同年2月，中共党组织又派许权中协助史可轩、李林、邓小平、高克林等中共党员创办西安中山军事学校，许权中任校总队长，负责全校的军事训练和军事理论的教学工作。:107:133

### 冯玉祥清党
1927年6月下旬，蒋介石召开徐州会议后冯玉祥开始清党，令史可轩、许权中率国民军联军驻陕总部政治保卫队和中山军事学校约一千人离开西安东赴河南前线，欲借机消灭这支军队。:38史可轩根据陕西省委意图，脱离冯玉祥北上陕北独立发展。同年7月，史可轩在北上过程中被陕西军阀田生春于富平县美原镇杀害，许权中接任旅长一职。由于当时部队处境极其困难，四周皆遭到各大军阀的包围，所以被迫放弃北上计划。部队被原国民军第二军的冯子明暂编为独立第三旅。后又投靠李虎臣，部队被编为第八方面军新编第三旅，许权中仍任旅长。:107-110:384

### 渭华起义
1928年1月，许权中率领的部队驻守洛南县三要镇进行整训，撤换了一批不称职的指挥员，开办小型兵工厂，协助恢复地方党组织，开展反对贪官污吏与土豪劣绅的运动。:3843月，陕西省委决定发动渭华起义，先后派刘志丹、唐澍、谢子长等人到许旅工作。4月，李虎臣趁冯玉祥出陕参加军阀混战之际发动反冯战争，令许旅赴潼关阻止冯部宋哲元军队入陕。5月，许旅受陕西省委指示，脱离李虎臣，率队由通关至华县高塘镇参加渭华起义，部队改编为西北工农革命军，唐澍任总司令，刘志丹任军委主席，许权中任总顾问兼骑兵分队队长。:134
许权中在渭南、滑县南塬一带打土豪。并摧毁国民党地方政权，建立区级和乡级的苏维埃政权。时任陕西省政府代理主席宋哲元率三个师的兵力向高塘一带进攻，试图镇压渭华起义。许权中与唐澍、刘志丹指挥军民与敌军展开战斗。但因双方实力差距过大，所以起义于7月初失败。:384

## 注解
1. ↑  一说1915年。[3]:94